# Christian Muus

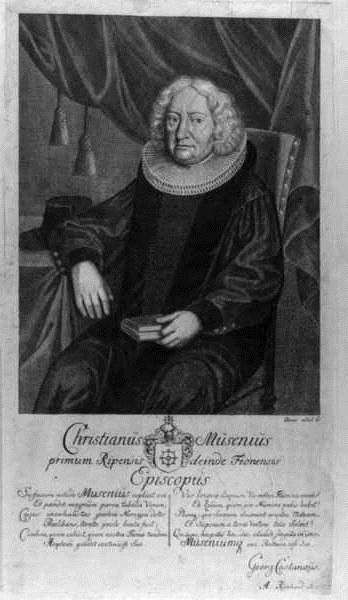
Christian Muus.

Christian Muus, född den 26 oktober 1656 i Kristiania (nuvarande Oslo), död den 10 december 1717 i Svendborg, var en dansk biskop. 
Muus blev student i Kristiania 1675, kandidat i teologi på Köpenhamns universitet 1677 och fick magistergraden samma år. Han påbörjade en utlandsresa 1679, men blev hemkallad från Hamburg och utsedd till präst i Kristiania stift i olika församlingar. Muus blev senare häradsprost och 1694 stiftsprost i Kristiania. Härifrån förflyttades han 1701 till biskopsstolen i Ribe. Det dröjde inte länge, förrän hans uppträdande skaffade honom många fiender; man klagade över hans högmod och girighet, i det att han ville berika sig på prästernas bekostnad. En kommission blev också tillsatt (1711) för att undersöka förhållandena. 
Vad denna nådde fram till vet man inte, men till stor överraskning uppnådde Muus året efter förflyttning till biskopsstolen i Odense och levde därefter på Fyn i kiv och strid med ständiga processer liksom tidigare på Jylland. Kungen skall personligen på genomresa i Nyborg ha givit honom en hård, men välförtjänt tillrättavisning för hans sorgliga vandel; men det hjälpte inte mycket. En ny undersökningskommission blev tillsatt 1717, och kort därefter skulle jubelfesten för reformationen firas. Muus predikade vid detta tillfälle i Sankt Knuts kyrka i Odense, men talet misslyckades helt. Detta bröt ned hans hälsa till den grad – möjligen i kombination med den förödmjukelse hans processande hade tillfogat honom – att han en månad senare dog under en visitationsresa. 
Har Muus av samtid och eftervärld blivit hårt bedömd, har det näppeligen varit utan orsak. Man berättar också om honom – liksom om biskop Deichmann – att han skall ha varit begiven på att "låna" böcker, som han blev intresserad av vid sina besök i prästgårdarna. När han således en gång enligt en sägen ville se en prästs bibliotek, svarade denne, att han hade packat ned sina böcker i tunnor, då han inte kunde ha dem i fred för mus. Han hade ord om sig att vara en duglig rimsmed. Han skrev sina ansökningar och tacksamhetsskrivelser på vers.